# Solidarpathologie
Solidarpathologie bezeichnet die Lehre, der zufolge jedes Krankheitsgeschehen auf einer fehlerhaften Beschaffenheit, Veränderung oder Störung der festen Bestandteile („Solida“) und Strukturen des Körpers beruht, im Unterschied zur Humoralpathologie (Viersäftelehre der Hippokratiker), die sich auf die „Körpersäfte“ („Fluida“) bezieht. Beide Richtungen wurden bereits seit der Antike vertreten und können als Somatismus zusammengefasst werden. Die neuere Solidarpathologie bzw. Solidarbiologie wurde hauptsächlich durch die neuen naturwissenschaftlichen Forschungsergebnisse begünstigt.

## Geschichte
Asklepiades von Bithynien (1. Jh. v. Chr.) war der erste Vertreter der Lehre einer Solidarpathologie. Georg Ernst Stahl (1660–1737) griff die Lehre der Solidarpathologie auf, die damals hauptsächlich in Form von Iatrophysik und Iatrochemie bestand. Er ergänzte sie jedoch, indem er Krankheit als einen Kampf der Seele (Anima) gegen schädliche Einflüsse ansah, vgl. seine Lehre des Animismus. Die Seele unterhielt die chemischen und physikalischen Reaktionen des Körpers gegen schädliche Einflüsse. Die solidarpathologischen Gesichtspunkte berücksichtigte Stahl als „sympathische“ Erkrankungen der Organe. Diese unterschied er von „pathetischen“ Störungen, die sowohl als allgemeine funktionelle Störungen im heutigen Sinne der Physiologie zu verstehen sind als auch psychogene Krankheitsursachen darstellen (Psychogenie). Stahl trug somit dazu bei, dass sich der solidarpathologische Standpunkt auch in der Psychiatrie durchsetzte. Die solidarpathologische Sichtweise wurde so zum Standpunkt der späteren Somatiker. Der Einfluss des Animismus blieb jedoch nicht auf die Psychiatrie beschränkt, sondern wirkte sich weiter auf vitalistische Konzepte vor allem der französischen Medizin aus (Schule von Montpellier).
Giorgio Baglivi (1668–1707) wird häufig als Begründer oder „Prophet“ der neuen Solidarpathologie beschrieben. Er vertrat die Ansicht, „dass die Bedeutung der Solida für die Entstehung von Krankheiten größer sei als die der Fluida“. In Giovanni Battista Morgagnis (1682–1771) „Pathologie der Solida“ wurden die Ursachen bestimmter Krankheitssymptome in einzelne Organe verlegt. Grundlage dieser Lehre waren exakte pathologische Obduktionsbefunde. Der französische Anatom und Physiologe Marie François Xavier Bichat (1771–1802) entwickelte schließlich eine erste Morphopathologie, in der er das Gewebe und nicht mehr das ganze Organ in den Mittelpunkt der Physiologie stellte. Damit war der Boden für die Entwicklung der Zellularpathologie gebahnt.